# Libanon op de Olympische Winterspelen 1964
Tijdens de Olympische Winterspelen van 1964, die in Innsbruck (Oostenrijk) werden gehouden, nam Libanon voor de vijfde keer deel.

## Deelnemers en resultaten

### Alpineskiën
| Olympiër     | Discipline       | Resultaat | Prestatie                           |
| ------------ | ---------------- | --------- | ----------------------------------- |
| Sami Beyroun | afdaling (m)     | dnf       | opgave                              |
| Sami Beyroun | reuzenslalom (m) | 80e       | 3.14,65 (+1.27,94)                  |
| Sami Beyroun | slalom (m)       | dnq       | niet geplaatst voor finalewedstrijd |
| Nazih Geagea | afdaling (m)     | 67e       | 2.55,34 (+37,18)                    |
| Nazih Geagea | reuzenslalom (m) | 70e       | 2.30,24 (+43,53)                    |
| Nazih Geagea | slalom (m)       | dnq       | niet geplaatst voor finalewedstrijd |
| Jean Keyrouz | afdaling (m)     | 74e       | 3.40,44 (+1.22,28)                  |
| Jean Keyrouz | reuzenslalom (m) | 76e       | 2.44,51 (+57,80)                    |
| Jean Keyrouz | slalom (m)       | dnq       | niet geplaatst voor finalewedstrijd |
| Michel Rahme | afdaling (m)     | 75e       | 3.55,15 (+1.36,99)                  |
| Michel Rahme | reuzenslalom (m) | 75e       | 2.42,28 (+55,57)                    |
| Michel Rahme | slalom (m)       | dnq       | niet geplaatst voor finalewedstrijd |

Argentinië · Australië · België · Bulgarije · Canada · Chili · Denemarken · Duits eenheidsteam · Finland · Frankrijk · Griekenland · Groot-Brittannië · Hongarije · IJsland · India · Iran · Italië · Japan · Joegoslavië · Libanon · Liechtenstein · Mongolië · Nederland ·  Noord-Korea · Noorwegen · Oostenrijk · Polen · Roemenië · Sovjet-Unie · Spanje · Tsjecho-Slowakije · Turkije · Verenigde Staten · Zuid-Korea · Zweden · Zwitserland